# Lista de canções de R&B número um nos Estados Unidos na década de 2010
A seguir apresenta-se a lista das canções de rhythm and blues (R&B) que alcançaram o número um nos Estados Unidos na década de 2010. A Hot R&B Songs é a tabela musical responsável pela classificação do desempenho de canções do género musical nos EUA. Publicada semanalmente pela revista musical Billboard, ela lista as 25 canções de R&B mais populares do país, com as suas informações sendo recolhidas pelo serviço de mediação de vendas musicais Nielsen SoundScan com base na reprodução das canções nas estações de rádio rhythmic contemporary e urban contemporary, vendas em formato digital, e ainda dados de streaming. A tabela musical foi inaugurada a 20 de Outubro de 2012 como uma maneira de enfatizar "as diferenças entre R&B puro e obras de rap na área bastante abrangente de R&B/hip hop" e serve, juntamente com a Hot Rap Songs, como uma ramificação da tabela generalizada Hot R&B/Hip-Hop Songs.

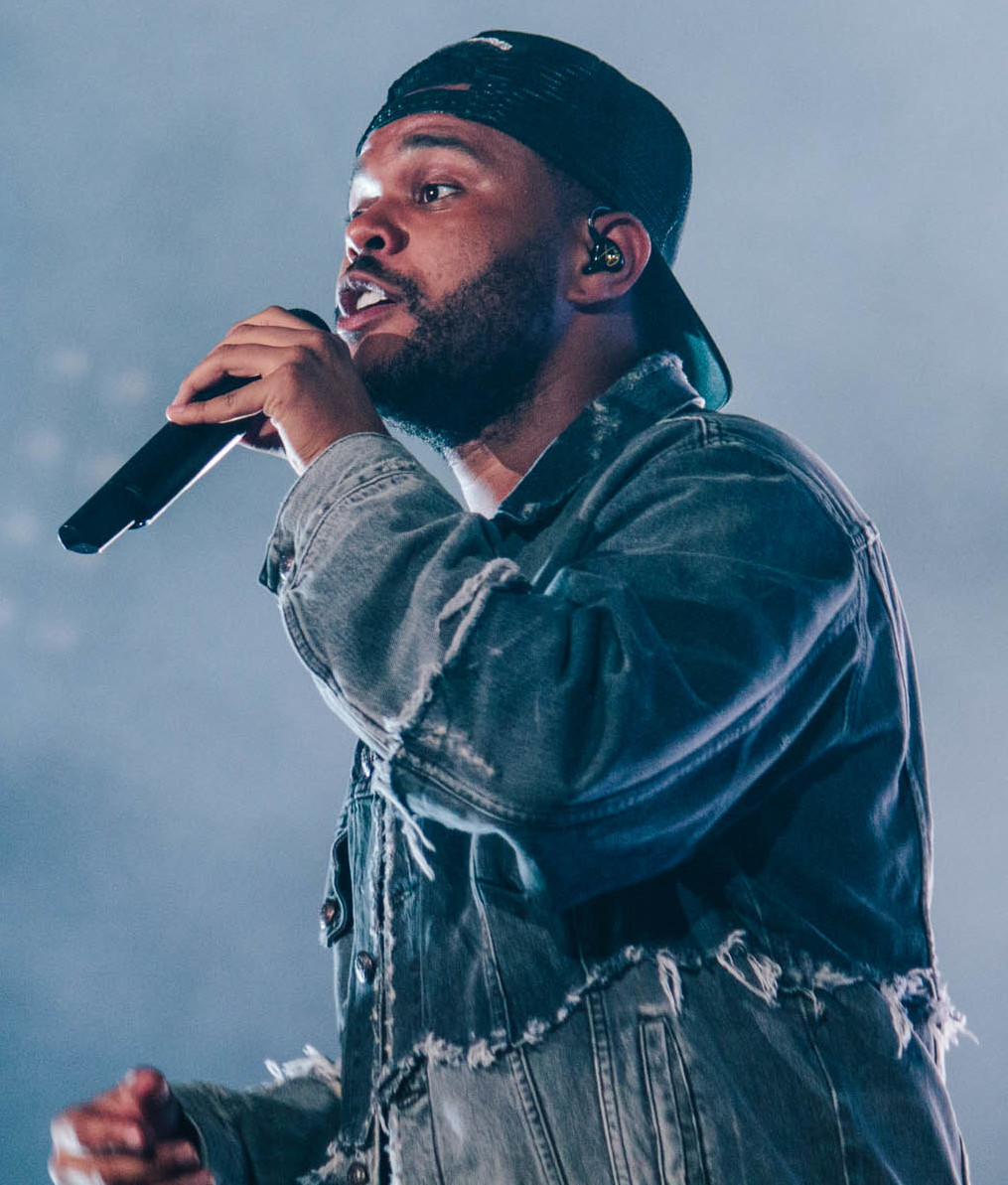
O canadiano The Weeknd foi o grande destaque da década de 2010. Além de ter terminado com a quantidade recorde de seis números uns, foi ainda o artista que por mais tempo liderou a tabela e teve uma canção a ocupar o topo pela maior quantidade de tempo de sempre.

No primeiro ano de publicação da tabela, apenas uma canção conseguiu alcançar o primeiro posto: "Diamonds", da barbadiana Rihanna, que ocupou o topo por quinze semanas consecutivas até ser removida por "Suit & Tie", de Justin Timberlake com participação do rapper Jay-Z, em 2013. Mais tarde nesse ano, "Blurred Lines", do canadiano Robin Thicke com participação do rapper T.I. e do músico Pharrell Williams, viria a liderar a tabela por um tempo recorde de dezanove semanas ininterruptas, sendo a canção com o melhor desempenho de 2013. No ano seguinte, Jay-Z tornou-se o primeiro artista a conseguir um segundo número um na tabela, com "Drunk in Love", tema de Beyoncé no qual é creditado como artista convidado. Williams também viria a conseguir o seu segundo número um com "Happy", que liderou a tabela por doze semanas consecutivas e foi o tema com o melhor desempenho de 2014. Outra canção que ocupou o topo pela mesma quantidade de tempo em 2014 foi "Don't Tell 'Em", primeiro número um do cantor Jeremih com participação do rapper YG. Beyoncé e Drake conseguiram posicionar duas canções no topo em 2014. O canadiano The Weeknd foi o grande destaque de 2015, não só pelo feito inédito de ter posicionado três canções no topo, mas ainda pelo extraordinário de ter se substituído no topo por duas vezes consecutivas. O seu tema "Earned It" liderou a tabela por dezasseis semanas consecutivas, todavia foi "The Hills" que terminou como a canção com o melhor desempenho.
A canadiana Alessia Cara abriu o ano de 2016 com o tema "Here", sendo substituída por "Work", terceiro número um de Rihanna. Logo a seguir veio "One Dance", do rapper canadiano Drake com participação do nigeriano Wizkid e a britânica Kyla. Com vinte semanas consecutivas, "One Dance" quebrou o recorde de tempo de permanência mais longa no topo. Este recorde seria igualado pouco tempo depois por "Starboy", tema de The Weeknd com participação do duo francês Daft Punk, e mais tarde por "That's What I Like", do cantor havaiano Bruno Mars em 2017, ano no qual Rihanna conseguiu o seu quinto número um, quantidade recorde. Em 2018, nove artistas conseguiram alcançar o número um pela primeira vez, queria em trabalhos nos quais foram creditados como artistas principais, quer como convidados. Eles são: SZA, a rapper Cardi B, Lil Dicky, Chris Brown, Ella Mai, o falecido Michael Jackson, o canadiano Justin Bieber, Chance the Rapper e Quavo. No ano seguinte, apenas quatro canções conseguiram atingir a posição de cume, das quais "Talk" de Khalid foi a que liderou por mais tempo: dezoito semanas consecutivas, terminando o ano como o tema com o melhor desempenho. Além disso, Khalid tornou-se no segundo artista a conseguir se substituir no topo. Em 2019, "Heartless" rendeu a The Weeknd o seu sexto número um.
Rihanna e The Weeknd terminaram a década como os artistas com a maior quantidade de números uns, com cinco cada. Todavia, foi o último que permaneceu no topo por mais tempo, com sessenta semanas, enquanto a primeira liderou por 54. Além disso, The Weeknd foi creditado como artista principal em todos os seus números uns. Não obstante, juntamente com Kyla, Wizkid, Alessia Cara, Justin Bieber, Robin Thicke, e Paul McCartney, Rihanna e The Weeknd foram os únicos artistas não norte-americanos a conseguirem atingir o número um, enquanto Rihanna, Cardi B, Kyla e Ella Mai foram as únicas artistas femininas a conseguir liderar, com Cardi B sendo a única rapper.

## Histórico

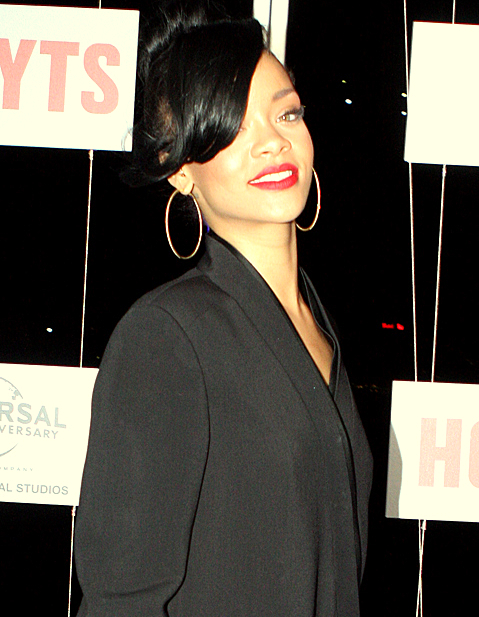
A barbadiana Rihanna foi a primeira artista a alcançar o número um e terminou a década com a segunda maior quantidade de números uns.

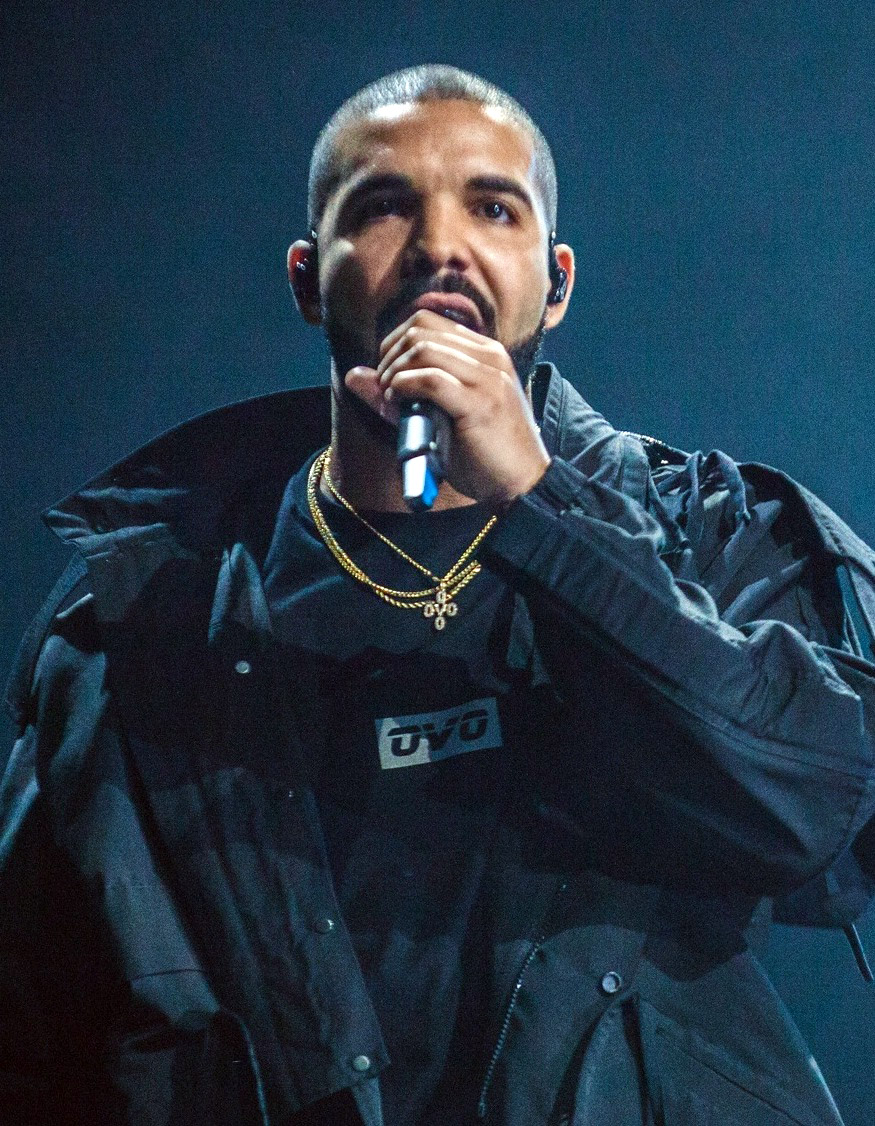
"One Dance", do canadiano Drake (imagem) com participação de Wizkid e Kyla, liderou a tabela por um tempo recorde de vinte semanas consecutivas.

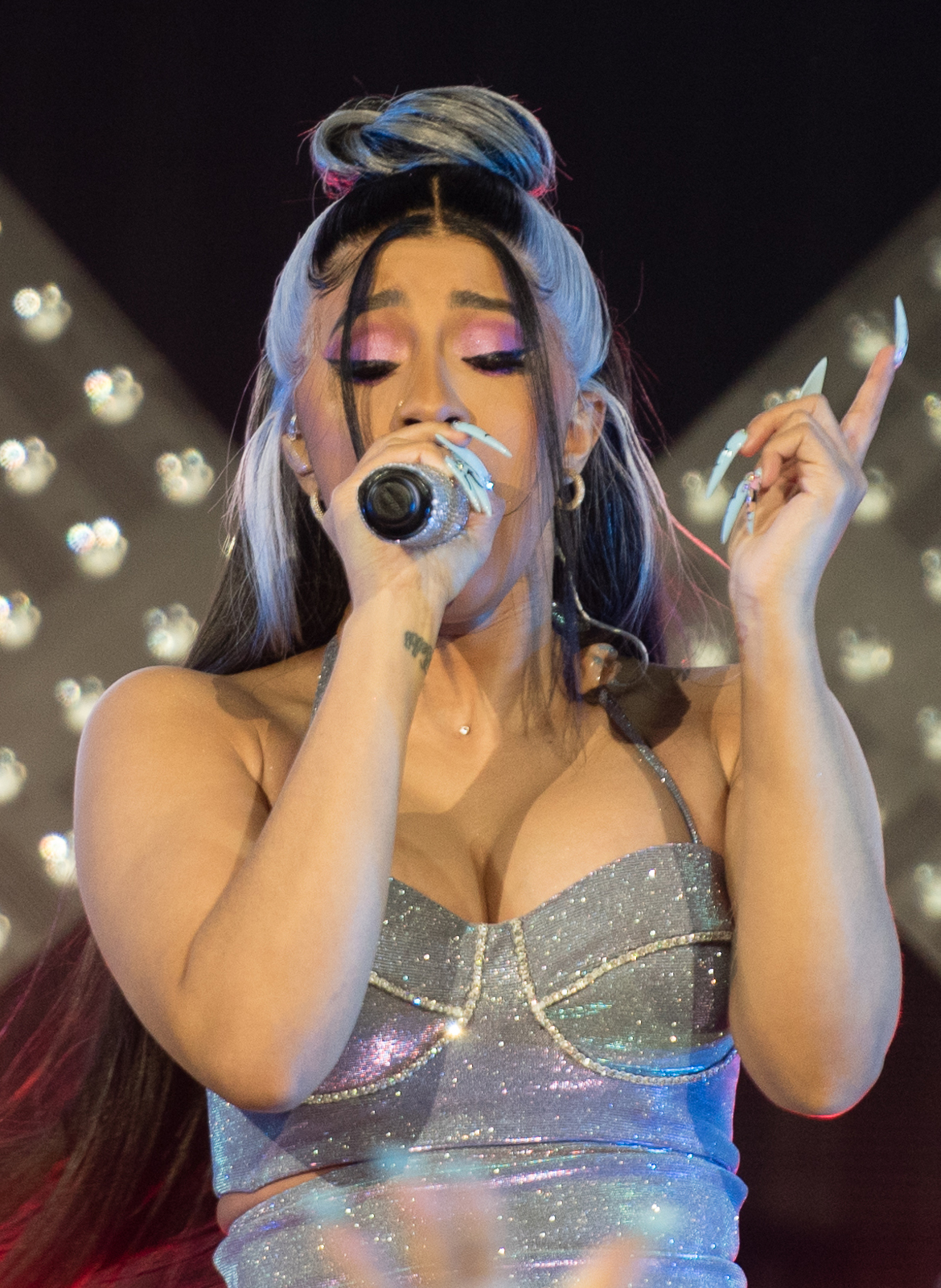
Cardi B foi a única rapper feminina e uma de quatro artistas femininas a conseguir liderar a tabela na década.

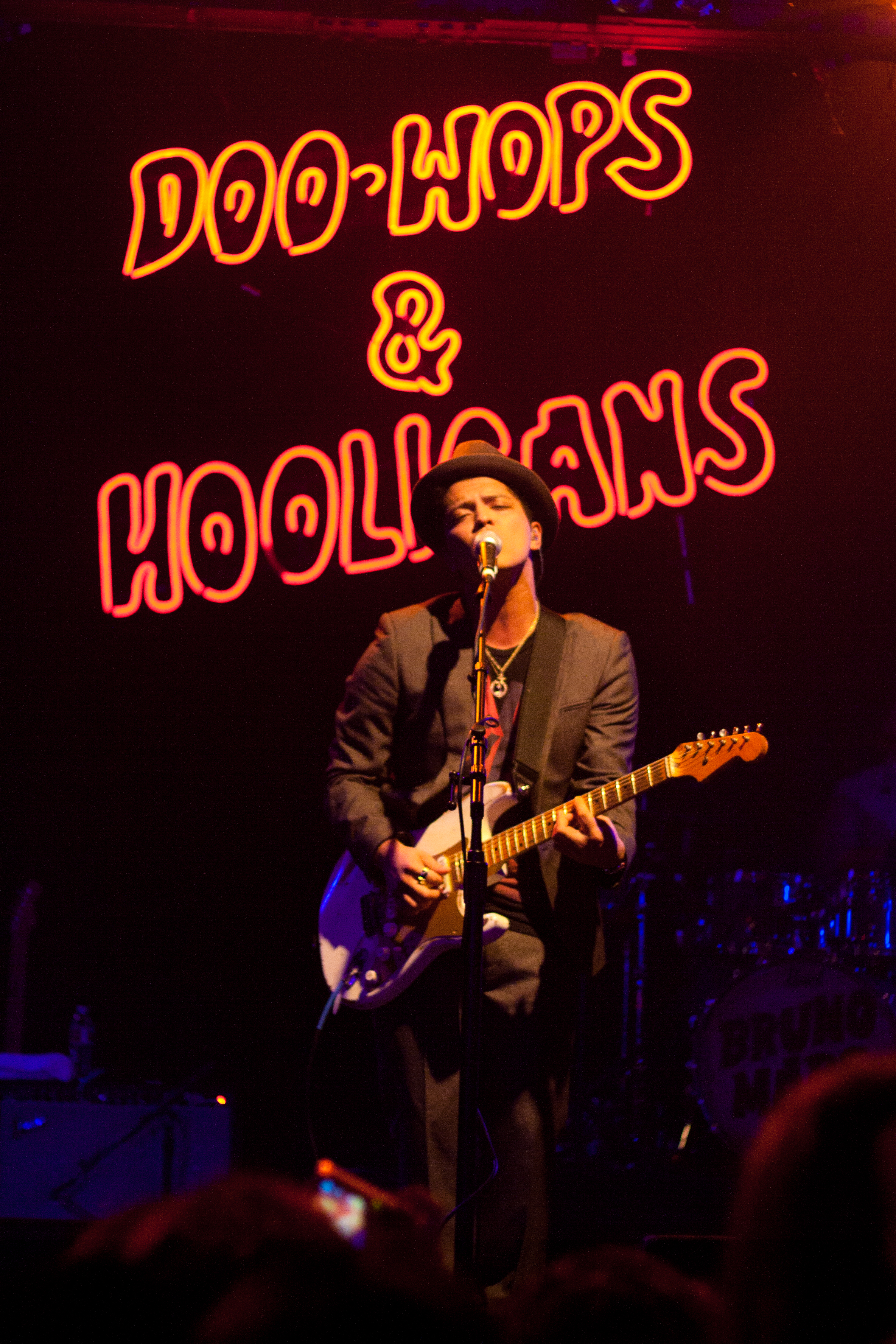
O havaiano Bruno Mars alcançou a liderança por duas vezes, com uma das suas canções terminando 2017 como a com o melhor desempenho.

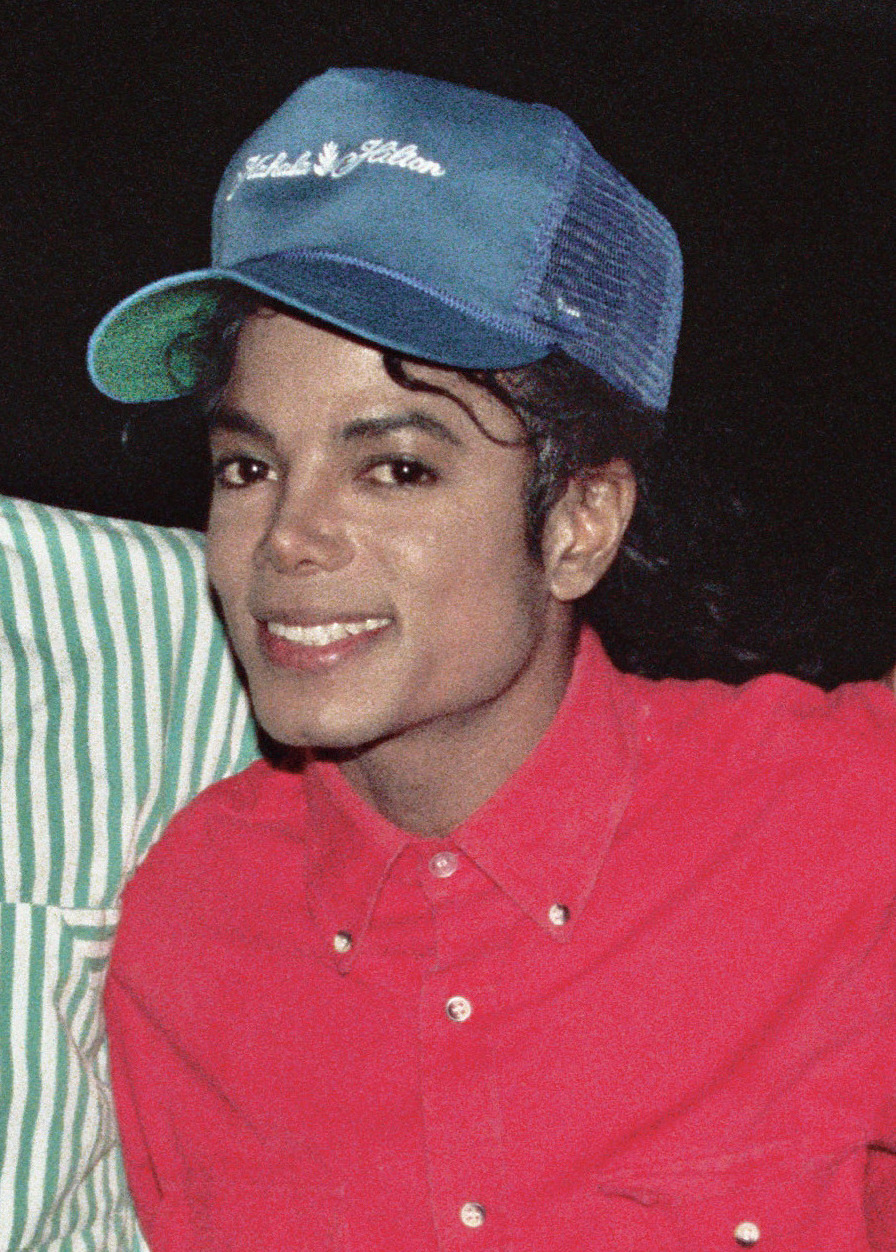
Michael Jackson foi o único artista a liderar a tabela postumamente.

|    | Denota a canção com o melhor desempenho do ano.          |
| re | Denota uma canção que já atingiu o número um no passado. |

| N.° | Canção                             | Artista(s)                                                             | Data                    | Semanas | Ref.   |
| --- | ---------------------------------- | ---------------------------------------------------------------------- | ----------------------- | ------- | ------ |
| 1   | "Diamonds"                         | Rihanna                                                                | 20 de Outubro de 2012   | 15      | [ 3 ]  |
| 2   | "Suit & Tie"                       | Justin Timberlake com participação de Jay-Z                            | 2 de Fevereiro de 2013  | 1       | [ 4 ]  |
| re  | "Diamonds"                         | Rihanna                                                                | 9 de Fevereiro de 2013  | 2       | [ 3 ]  |
| re  | "Suit & Tie"                       | Justin Timberlake com participação de Jay-Z                            | 23 de Fevereiro de 2013 | 14      | [ 4 ]  |
| 3   | "Blurred Lines"                    | Robin Thicke com participação de T.I. e Pharrell                       | 1 de Junho de 2013      | 19      | [ 6 ]  |
| 4   | "Hold On, We're Going Home"        | Drake com participação de Majid Jordan                                 | 12 de Outubro de 2013   | 12      | [ 7 ]  |
| 5   | "Drunk in Love"                    | Beyoncé com participação de Jay-Z                                      | 4 de Janeiro de 2014    | 1       | [ 8 ]  |
| re  | "Hold On, We're Going Home"        | Drake com participação de Majid Jordan                                 | 11 de Janeiro de 2014   | 1       | [ 7 ]  |
| re  | "Drunk in Love"                    | Beyoncé com participação de Jay Z                                      | 18 de Janeiro de 2014   | 2       | [ 8 ]  |
| 6   | "Talk Dirty"                       | Jason Derulo com participação de 2 Chainz                              | 8 de Fevereiro de 2014  | 1       | [ 9 ]  |
| re  | "Drunk in Love"                    | Beyoncé com participação de Jay Z                                      | 15 de Fevereiro de 2014 | 1       | [ 8 ]  |
| 7   | "Happy"                            | Pharrell Williams                                                      | 22 de Fevereiro de 2014 | 12      | [ 11 ] |
| 8   | "All of Me"                        | John Legend                                                            | 17 de Maio de 2014      | 7       | [ 12 ] |
| 9   | "Wiggle"                           | Jason Derulo com participação de Snoop Dogg                            | 12 de Julho de 2014     | 3       | [ 13 ] |
| re  | "All of Me"                        | John Legend                                                            | 2 de Agosto de 2014     | 5       | [ 12 ] |
| 10  | "Don't Tell 'Em"                   | Jeremih com participação de YG                                         | 6 de Setembro de 2014   | 12      | [ 14 ] |
| 11  | "Tuesday"                          | ILOVEMAKONNEN com participação de Drake                                | 29 de Novembro de 2014  | 3       | [ 15 ] |
| 12  | "7/11"                             | Beyoncé                                                                | 20 de Dezembro de 2014  | 1       | [ 16 ] |
| re  | "Tuesday"                          | ILOVEMAKONNEN com participação de Drake                                | 27 de Dezembro de 2014  | 5       | [ 15 ] |
| 13  | "I Don't Mind"                     | Usher com participação de Juicy J                                      | 31 de Janeiro de 2015   | 3       | [ 17 ] |
| 14  | "FourFiveSeconds"                  | Rihanna com participação de Kanye West e Paul McCartney                | 21 de Fevereiro de 2015 | 7       | [ 18 ] |
| 15  | "Earned It (Fifty Shades of Grey)" | The Weeknd                                                             | 11 de Abril de 2015     | 16      | [ 19 ] |
| 16  | "Can't Feel My Face"               | The Weeknd                                                             | 18 de Julho de 2015     | 11      | [ 20 ] |
| 17  | "The Hills"                        | The Weeknd                                                             | 3 de Outubro de 2015    | 14      | [ 22 ] |
| 18  | "Here"                             | Alessia Cara                                                           | 9 de Janeiro de 2016    | 5       | [ 23 ] |
| 19  | "Work"                             | Rihanna com participação de Drake                                      | 13 de Fevereiro de 2016 | 12      | [ 24 ] |
| 20  | "One Dance"                        | Drake com participação de Wizkid e Kyla                                | 7 de Maio de 2016       | 20      | [ 26 ] |
| 21  | "Needed Me"                        | Rihanna                                                                | 24 de Setembro de 2016  | 3       | [ 27 ] |
| 22  | "Starboy"                          | The Weeknd com participação de Daft Punk                               | 15 de Outubro de 2016   | 20      | [ 28 ] |
| 23  | "That's What I Like"               | Bruno Mars                                                             | 4 de Março de 2017      | 19      | [ 30 ] |
| 24  | "Wild Thoughts"                    | DJ Khaled com participação de Rihanna e Bryson Tiller                  | 15 de Julho de 2017     | 1       | [ 31 ] |
| re  | "That's What I Like"               | Bruno Mars                                                             | 22 de Julho de 2017     | 1       | [ 30 ] |
| re  | "Wild Thoughts"                    | DJ Khaled com participação de Rihanna e Bryson Tiller                  | 29 de Julho de 2017     | 14      | [ 31 ] |
| 25  | "Young Dumb & Broke"               | Khalid                                                                 | 4 de Novembro de 2017   | 9       | [ 32 ] |
| 26  | "The Weekend"                      | SZA                                                                    | 3 de Janeiro de 2018    | 1       | [ 33 ] |
| re  | "Young Dumb & Broke"               | Khalid                                                                 | 6 de Janeiro de 2018    | 2       | [ 32 ] |
| 27  | "Finesse"                          | Bruno Mars e Cardi B                                                   | 20 de Janeiro de 2018   | 12      | [ 35 ] |
| 28  | "Call Out My Name"                 | The Weeknd                                                             | 14 de Abril de 2018     | 1       | [ 36 ] |
| 29  | "Freaky Friday"                    | Lil Dicky com participação de Chris Brown                              | 21 de Abril de 2018     | 5       | [ 37 ] |
| 30  | "Boo'd Up"                         | Ella Mai                                                               | 26 de Maio de 2018      | 7       | [ 38 ] |
| 31  | "Don't Matter to Me"               | Drake com participação de Michael Jackson                              | 14 de Julho de 2018     | 1       | [ 39 ] |
| re  | "Boo'd Up"                         | Ella Mai                                                               | 21 de Julho de 2018     | 3       | [ 38 ] |
| 32  | "No Brainer"                       | DJ Khaled com participação de Justin Bieber, Chance the Rapper e Quavo | 11 de Agosto de 2018    | 1       | [ 40 ] |
| re  | "Boo'd Up"                         | Ella Mai                                                               | 18 de Agosto de 2018    | 2       | [ 38 ] |
| re  | "No Brainer"                       | DJ Khaled com participação de Justin Bieber, Chance the Rapper e Quavo | 1 de Setembro de 2018   | 2       | [ 40 ] |
| re  | "Boo'd Up"                         | Ella Mai                                                               | 15 de Setembro de 2018  | 1       | [ 38 ] |
| re  | "No Brainer"                       | DJ Khaled com participação de Justin Bieber, Chance the Rapper e Quavo | 22 de Setembro de 2018  | 3       | [ 40 ] |
| 33  | "Trip"                             | Ella Mai                                                               | 13 de Outubro de 2018   | 14      | [ 41 ] |
| 34  | "Better"                           | Khalid                                                                 | 12 de Janeiro de 2019   | 15      | [ 42 ] |
| 35  | "Talk"                             | Khalid                                                                 | 4 de Maio de 2019       | 18      | [ 44 ] |
| 36  | "No Guidance"                      | Chris Brown com participação de Drake                                  | 7 de Setembro de 2019   | 9       | [ 45 ] |
| 37  | "Good as Hell"                     | Lizzo                                                                  | 9 de Novembro de 2019   | 5       | [ 46 ] |
| 38  | "Heartless"                        | The Weeknd                                                             | 14 de Dezembro de 2019  | 5       | [ 47 ] |
| re  | "Good as Hell"                     | Lizzo                                                                  | 21 de Dezembro de 2019  | 4       | [ 46 ] |